# Stauntonia angustifolia
Stauntonia angustifolia är en narrbuskeväxtart som först beskrevs av Nathaniel Wallich, och fick sitt nu gällande namn av Christenh.. Stauntonia angustifolia ingår i släktet Stauntonia och familjen narrbuskeväxter. Inga underarter finns listade i Catalogue of Life.